# Óscar Ramón Ruiz
Óscar Ramón Valdez Ruiz (Altos, Paraguay, 14 de mayo de 1991) es un futbolista paraguayo. Juega de mediocampista ofensivo, delantero y extremo izquierdo y actualmente milita en el Novorizontino del Campeonato Brasileño de Serie B. Fue campeón con Cerro en el apertura 2020.

## Trayectoria
Debutó en primera en el Club Libertad en el año 2011.
En el año 2014 jugando para el Deportivo Capiatá logró ganarle a Boca Juniors 1-0 en la Bombonera por la Copa Sudamericana 2014.
Volvió al Club Libertad a inicios del 2015. 
El 7 de junio de 2015 es cedido al Sportivo Luqueño. 
Posterior a esto, pasó a formar parte nuevamente de la plantilla del Deportivo Capiata, donde consiguió un gran semestre y, gracias a esto, el traspaso de su carrera, al no haber acuerdo con el club Olimpia, fue fichado por el Club Cerro Porteño, para iniciar el 2017 con la azulgrana puesta.
Fue campeón con Club Cerro Porteño en el Clausura 2017 y Apertura 2020, y fue muy clave en el equipo.

## Clubes
| Club                        | País     | Año          |
| --------------------------- | -------- | ------------ |
| Libertad                    | Paraguay | 2010 - 2011  |
| General Caballero           | Paraguay | 2011         |
| Guaraní                     | Paraguay | 2012         |
| Rubio Ñu                    | Paraguay | 2012         |
| Capiatá                     | Paraguay | 2013 - 2015  |
| Libertad                    | Paraguay | 2015 - 2016  |
| Sportivo Luqueño (cedido)   | Paraguay | 2015         |
| Capiatá (cedido)            | Paraguay | 2016         |
| Cerro Porteño               | Paraguay | 2017 - 2021  |
| Bahia                       | Brasil   | 2021 - 2022  |
| Juventude (cedido)          | Brasil   | 2022.        |
| Tacuary                     | Paraguay | 2023 - 2024. |
| Novorizontino (agora mesmo) | Brasil   | 2024 - Act.  |

## Palmarés

### Campeonatos nacionales
| Título          | Club          | Sede     | Año  |
| --------------- | ------------- | -------- | ---- |
| Torneo Clausura | Cerro Porteño | Asunción | 2017 |
| Torneo Apertura | Cerro Porteño | Asunción | 2020 |